# Unione Sportiva Brescello 1995-1996
Questa pagina raccoglie le informazioni riguardanti l'Unione Sportiva Brescello nelle competizioni ufficiali della stagione 1995-1996.

## Rosa
| N. |                   | Ruolo | Calciatore               |
| -- | ----------------- | ----- | ------------------------ |
|    | Italia (bandiera) | C     | Francesco Bertolotti     |
|    | Italia (bandiera) | C     | Carlo Andrea Bocchialini |
|    | Italia (bandiera) | P     | Nereo Bonato             |
|    | Italia (bandiera) | A     | Pietro Bonisegna         |
|    | Italia (bandiera) |       | Camera                   |
|    | Italia (bandiera) | P     | Francesco Colacicco      |
|    | Italia (bandiera) | C     | Walter Curti             |
|    | Italia (bandiera) | C     | Arnaldo Franzini         |
|    | Italia (bandiera) | D     | Paolo Grossi             |
|    | Italia (bandiera) | C     | Michele Malpeli          |
|    | Italia (bandiera) | A     | Roberto Manca            |
|    | Italia (bandiera) | C     | Ciro Mautone             |

| N. |                   | Ruolo | Calciatore            |
| -- | ----------------- | ----- | --------------------- |
|    | Italia (bandiera) | D     | Stefano Mundula       |
|    | Italia (bandiera) | D     | Giacomo Murelli       |
|    | Italia (bandiera) | C     | Corrado Oldoni        |
|    | Italia (bandiera) | D     | Luigi Daniele Pangaro |
|    | Italia (bandiera) | A     | Stefano Pompini       |
|    | Italia (bandiera) | D     | Andrea Quaglia        |
|    | Italia (bandiera) | C     | Gian Marco Remondina  |
|    | Italia (bandiera) | C     | Riccardo Rimondini    |
|    | Italia (bandiera) | D     | Umberto Salamone      |
|    | Italia (bandiera) | D     | Agostino Siviero      |
|    | Italia (bandiera) | A     | Andrea Tedeschi       |

## Risultati

### Campionato

#### Girone di andata
| 27 agosto 1995 1ª giornata | Brescello | 0 – 0 | Empoli |  |

| 3 settembre 1995 2ª giornata | Alessandria | 1 – 1 | Brescello |  |

| 10 settembre 1995 3ª giornata | Brescello | 2 – 2 | Modena |  |

| 17 settembre 1995 4ª giornata | Monza | 1 – 2 | Brescello |  |

| 24 settembre 1995 5ª giornata | Brescello | 0 – 1 | SPAL |  |

| 1º ottobre 1995 6ª giornata | Spezia | 1 – 0 | Brescello |  |

| 8 ottobre 1995 7ª giornata | Leffe | 2 – 2 | Brescello |  |

| 15 ottobre 1995 8ª giornata | Brescello | 1 – 2 | Ravenna |  |

| 22 ottobre 1995 9ª giornata | Fiorenzuola | 2 – 1 | Brescello |  |

| 29 ottobre 1995 10ª giornata | Brescello | 2 – 2 | Carrarese |  |

| 12 novembre 1995 11ª giornata | Carpi | 1 – 1 | Brescello |  |

| 19 novembre 1995 12ª giornata | Brescello | 0 – 1 | Como |  |

| 26 novembre 1995 13ª giornata | Brescello | 2 – 2 | Massese |  |

| 3 dicembre 1995 14ª giornata | Montevarchi | 1 – 1 | Brescello |  |

| 10 dicembre 1995 15ª giornata | Brescello | 1 – 0 | Prato |  |

| 17 dicembre 1995 16ª giornata | Pro Sesto | 1 – 1 | Brescello |  |

| 30 dicembre 1995 17ª giornata | Brescello | 1 – 1 | Saronno |  |

#### Girone di ritorno
| 7 gennaio 1996 18ª giornata | Empoli | 2 – 1 | Brescello |  |

| 14 gennaio 1996 19ª giornata | Brescello | 1 – 1 | Alessandria |  |

| 28 gennaio 1996 20ª giornata | Modena | 0 – 0 | Brescello |  |

| 4 febbraio 1996 21ª giornata | Brescello | 2 – 1 | Monza |  |

| 18 febbraio 1996 22ª giornata | SPAL | 2 – 1 | Brescello |  |

| 25 febbraio 1996 23ª giornata | Brescello | 2 – 0 | Spezia |  |

| 3 marzo 1996 24ª giornata | Brescello | 3 – 0 | Leffe |  |

| 10 marzo 1996 25ª giornata | Ravenna | 2 – 1 | Brescello |  |

| 24 marzo 1996 26ª giornata | Brescello | 0 – 2 | Fiorenzuola |  |

| 31 marzo 1996 27ª giornata | Carrarese | 2 – 2 | Brescello |  |

| 7 aprile 1996 28ª giornata | Brescello | 2 – 2 | Carpi |  |

| 14 aprile 1996 29ª giornata | Como | 2 – 1 | Brescello |  |

| 21 aprile 1996 30ª giornata | Massese | 1 – 1 | Brescello |  |

| 5 maggio 1996 31ª giornata | Brescello | 2 – 1 | Montevarchi |  |

| 12 maggio 1996 32ª giornata | Prato | 2 – 0 | Brescello |  |

| 19 maggio 1996 33ª giornata | Brescello | 4 – 2 | Pro Sesto |  |

| 26 maggio 1996 34ª giornata | Saronno | 0 – 0 | Brescello |  |